# Kevin Marshall
Kevin Marshall is een Canadees schaatser. In 1998 en 2002 kwam hij uit op de Olympische Winterspelen.
Kevin Marshall is de broer van Neal Marshall, die ook aan langebaanschaatsen doet. 

## Persoonlijke records[1]
- 500m - 36,11
- 1000m - 1.09,26
- 1500m - 1.46,75
- 5000m - 6.34,37
- 10000m - 13.54,11